# Павле Јовановић (градоначелник)
Павле Јовановић (Нови Сад, 6. новембар 1799 — Нови Сад, 23. јул 1858) био је адвокат, сенатор, градоначелник Новог Сада, племић.Такође је био и отац чувеног песника Јована Јовановића Змаја.

## Биографија
Рођен је као син трговца Јована званог Кишјанош, који је стекао племство. У Новом Саду је завршио основну школу и Католичку гимназију, потом две године студија права у Пожуну 1818-1820. Адвокатску диплому је стекао 1822. године у Пешти. Као адвокат радио је у Новом Саду од 1822. до 1835. године. Постао је 1831. године члан „Изабраног општества Новосадског магистрата“ где му је отац уступио место. Изабран је за градског сенатора јануара 1835. године и на том месту је био 13 година. Био је градоначелник Новог Сада од 7. јула 1848. до јануара 1849. године и поново од октобра 1849. до 7. новембра 1850. године. После тога је био председник Обласног суда. Повукао се из судства 1854. године и добио је сенаторску пензију. Био је директор Велике српске православне гимназије од 1857. до смрти 1858. године.
Са супругом Маријом имао је пет синова: Јован, Петар, Георгије, Корнел (1839—1907), Димитрије и ћерку Јармилу. Његов син Јован Јовановић Змај (1833—1904) је познати српски песник.